# VJ・エッジコム
バルデス・ドレクセル・エッジコム・ジュニア（Valdez Drexel "V. J." Edgecombe Jr., 2005年7月30日 - ）は、バハマのビミニ出身のバスケットボール選手。NBAのフィラデルフィア・76ersに所属している。ポジションはシューティングガード。

## 経歴

### ハイスクール
バハマで生まれ育ち、高校時代からアメリカ合衆国へ移住した。
高校4年目のシーズンに平均17.3得点・6.0リバウンド・4.0アシスト・2.3スティールを記録し、マクドナルド・オール・アメリカン、ジョーダン・ブランド・クラシック、ナイキ・フープサミットに選出された。

### リクルート
高校3年目のシーズン開幕前の時点では247スポーツで世代153位という評価だったが、その後出場したアディダス3SSBトラベルサーキットでの活躍により評価を上げ、主要サイトから5つ星評価を受けた。
デューク大学やケンタッキー大学からもオファーを受けた中で、ベイラー大学へのコミットを発表した。

## 代表歴
2024年のパリオリンピック予選にて、バハマ代表に初選出された。